# Hausen (Niederorschel)
Hausen is een plaats en voormalige gemeente in de Duitse deelstaat Thüringen, en maakt deel uit van de Landkreis Eichsfeld.
Hausen telt  inwoners.
Op 1 januari 2019 werd de Verwaltungsgemeinschaft Eichsfelder Kessel, waartoe de gemeente behoorde, opgeheven en werd Hausen opgenomen in de gemeente Niederorschel.
Deuna · Gerterode · Hausen · Kleinbartloff · Niederorschel · Oberorschel · Reifenstein · Rüdigershagen · Vollenborn